# Richard Hudson
Richard Hudson (narozen 9. května 1948, Tottenham, Londýn, Anglie) je anglický zpěvák-písničkář a hudebník.

## Kariéra
Richard Hudson byl členem Elmer Gantry’s Velvet Opera, kde hrál na bicí, kytaru a zpíval. V roce 1970 se spolu s Johnem Fordem připojil ke skupině Strawbs. Hudson and Ford spolu vytvořili autorskou dvojici, která produkovala písničky poněkud jiného zaměření, než hlavní skladatel skupiny Strawbs, Dave Cousins. V roce 1973, po 52 vystoupeních na turné k albu Bursting at the Seams, došlo k nezvratným změnám, kterých pak litovaly obě zúčastněné strany. Hudson a Ford odešli a založili skupinu Hudson Ford. Hudson přešel od bicích ke kytaře a začal se více věnovat sólovému zpěvu.

## Diskografie

### Alba

#### Elmer Gantry's Velvet Opera
- Elmer Gantry's Velvet Opera (1968)
- Ride a Hustler's Dream (1969)

#### Strawbs
- Just a Collection of Antiques and Curios (1970)
- From the Witchwood (1971)
- Grave New World (1972)
- Bursting at the Seams (1973)
- Don't Say Goodbye (album) (1987)
- Ringing Down the Years (1991)
- Blue Angel (2003)

#### Hudson Ford
- Nickelodeon (1973)
- Free Spirit (1974)
- When Worlds Collide (1975)
- Daylight (1977)

#### The Monks
- Bad Habits (1979)
- Suspended Animation (1981)

#### High Society
- High Society (1984)

#### The Good Old Boys
- Live At The Deep Purple Convention (2009)

### Singly

#### Elmer Gantry's Velvet Opera
- "Flames"/"Salisbury Plain" (1967)
- "Mary Jane"/"Dreamy" (1968)
- "Volcano"/"A Quick B" (1969)
- "Anna Dance Square"/"Don't You Realise" (1969)
- "Black Jack Davy"/"Statesboro Blues" (1970)
- "She Keeps Giving Me These Feelings"/"There's a Hole in My Pocket" (1970)

#### Strawbs
- "Where is This Dream of Your Youth"/"Fingertips" (1970)
- "Benedictus"/"Keep the Devil Outside" (1972)
- "Keep the Devil Outside"/"Tomorrow" (1972)
- "New World"/"Benedictus" (1972)
- "Here it Comes"/"Tomorrow" (1972)
- "Going Home"/"Ways and Means" (1972)
- "Lay Down"/"Backside" (1972)
- "Part of the Union"/"Will You Go" (1973)

#### Hudson Ford
- "Pick Up the Pieces"/"This is Not the Way to End a War (or Die)" (1973)
- "Take it Back"/Make No Mistake" (1973)
- "Burn Baby Burn"/"Angels" (1974)
- "Floating in the Wind"/"Revelations" (1974)
- "Free Spirit"/"Dark Lord" (1974)
- "When Love Has Overgrown"/What is a Day Without Love" (1975)
- "Waterfall"/"Daylight" (1976)
- "95 in the Shade"/"Lost in a World" (1976)
- "Sold on Love"/"Daylight" (1976)
- "Are You Dancing"/"Out of Your Shadow" (1977)
- "Just Say No" (2001)

#### The G.B.'s
- "We are the G.B.'s" / "The G.B. Jig" (1979)

#### The Monks
- "Nice Legs Shame About the Face"/"You'll be the Death of Me" (1979)
- "I Ain't Gettin Any"/"Inter-City Kitty" (1979)
- "Johnny B. Rotten"/"Drugs in My Pocket" (1979)
- "I Can Do Anything You Like"/"Monks Medley" (1981)

#### High Society
- "I Never Go Out in the Rain"/"I Could Never Live Without You" (1980)
- "Gotta Get Out of This Rut"/"Powder Blue" (1981)

#### Hud
- "The Actor" (2005)